# Gedaanteverwisseling

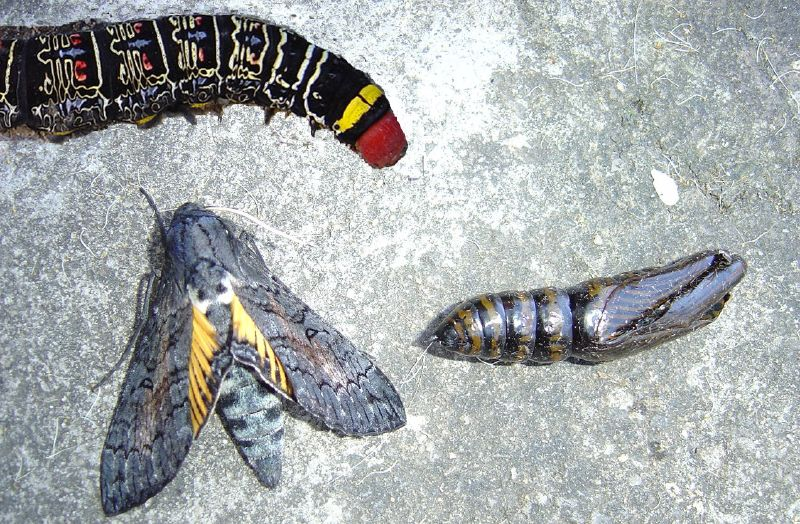
Voorbeeld van volledige gedaanteverwisseling bij Isognathus caricae

Een gedaanteverwisseling, gedaanteverandering, metamorfose of transfiguratie is een verandering van lichaam, of in het algemeen van vorm, structuur, karakter, verschijning of omstandigheid, in een ontwikkeling.
Metamorfose komt voor in de natuur bij geleedpotigen en amfibieën. De onvolledige gedaanteverwisseling bij dieren verloopt zeer geleidelijk en is een onderdeel van de groei en ontwikkeling van het individu. Daarentegen verloopt de volledige gedaanteverwisseling wat minder geleidelijk en kan het verschil tussen de stadia aanzienlijk zijn.
Een gedaantewisseling is een populair thema in fictie zoals in mythen, sprookjes, sciencefiction en fantasy. Een gedaantewisseling van een mens naar een dier, of van een mens naar een ander mens komt in de realiteit niet voor. Een gedaantewisseling zou daar kunnen gebeuren door de eigen wil, maar ook door de wil van een ander, via magie.
Bijna elke cultuur op de wereld kent wel een mythe over gedaanteverwisseling, en bijna elk veelvoorkomend dier heeft wel een mythe om zich heen die over gedaanteverwisseling gaat. Het dier waar het dan om gaat komt dan meestal veel voor in het gebied waar het verhaal ontstaat. Hoewel de meeste mythen handelen over mensen die in iets anders veranderen, bestaan er ook mythen over dieren die zichzelf veranderen.

## Dierenrijk
In de natuur komt een gedaantewisseling of metamorfose voor, bijvoorbeeld bij insecten, als ze zich van een nimf (bij onvolledige gedaanteverwisseling) of larve via een popstadium (bij volledige gedaanteverwisseling) omvormen tot een imago.
Er kan onvolledige en volledige gedaanteverwisseling onderscheiden.
| Onvolledige gedaanteverwisseling |
| → eicel → bevruchting → zygote → groei en ontwikkeling → één of meer nimfenstadia → uitsluipen → → ( subimago ) → imago (volwassen insect) → geslachtelijke voortplanting → eicel → |

| Volledige gedaanteverwisseling |
| → eicel → bevruchting → zygote → groei en ontwikkeling → larve → verpopping → popstadium → ontpopping → → imago (volwassen insect) → geslachtelijke voortplanting → eicel → |

Ook amfibieën als kikkers vertonen een gedaanteverwisseling van kikkervisje naar volwassen kikker. Bij salamanders is de ontwikkeling vergelijkbaar.

## Fictie

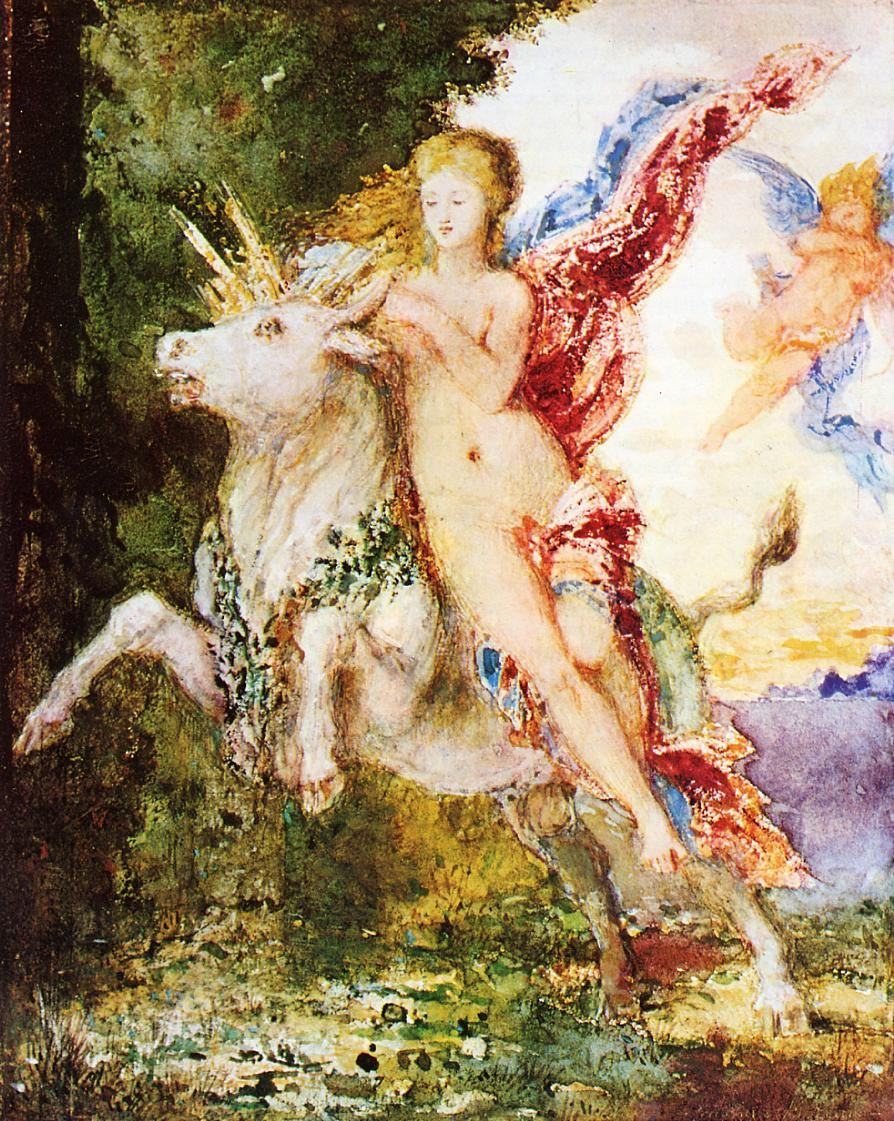
Europa met de stier, aquarel door Gustave Moreau uit 1869

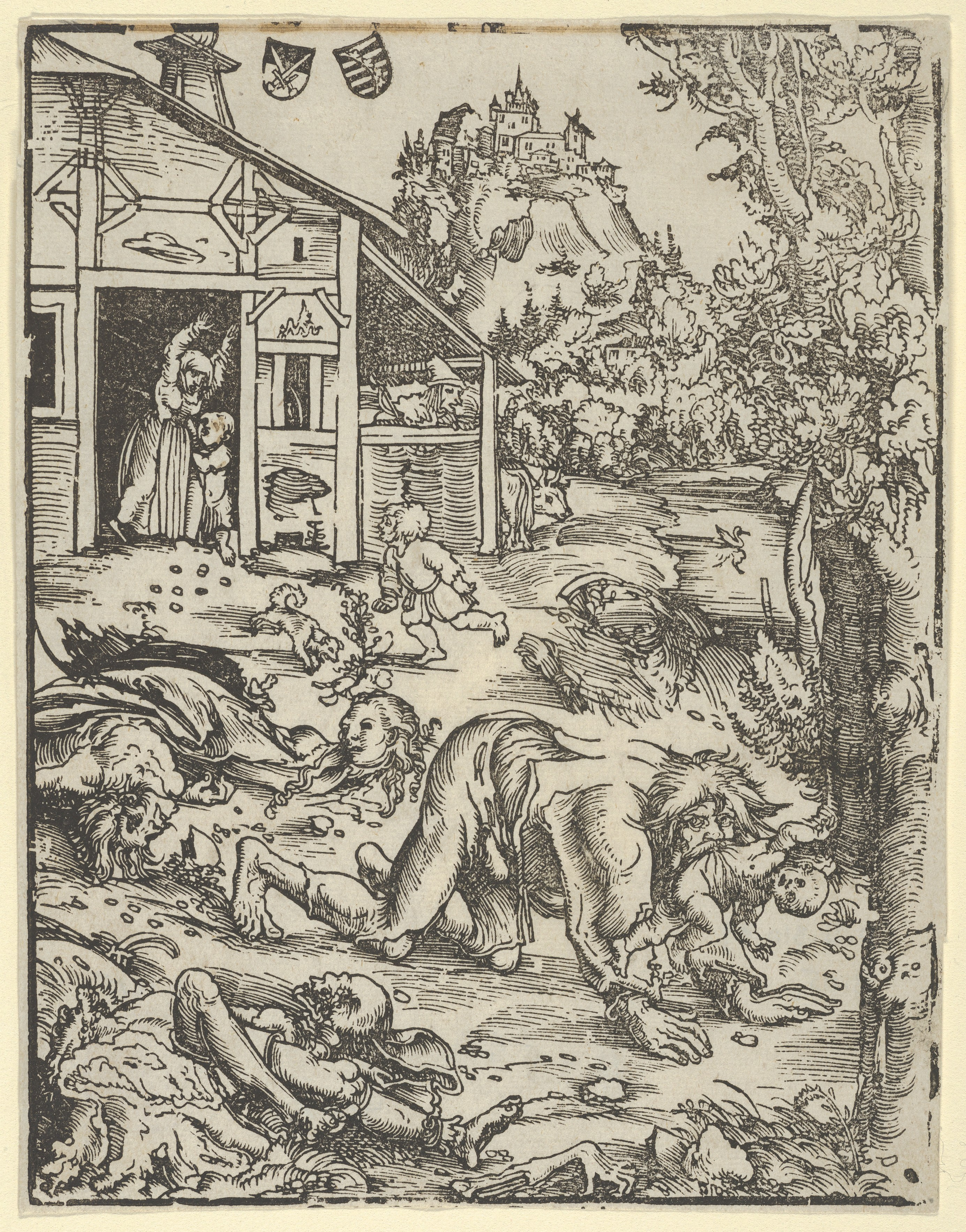
Een weerwolf grijpt een kind, houtsnede door Lucas Cranach de Oude, rond 1512

### Klassieke oudheid
Een gedaantewisseling sprak ook in de klassieke oudheid zeer tot de verbeelding. De Romeinse schrijver Ovidius heeft een heel boek Metamorfosen geschreven over gedaanteverwisselingen. Daarin beschrijft hij bijvoorbeeld hoe de jongeling Narcissus in een bloem, de narcis, verandert.
Bij de oude Grieken veranderde de god Zeus vaak zijn gedaante. Zo verleidde hij Europa toen hij zich als stier had vermomd.
De tovenares Circe veranderde volgens de Odyssee van Homerus de manschappen van Odysseus in varkens.

### Weerwolven en vampiers
De weerwolf en de vampier zijn angstwekkende schepsels die van gedaante verwisselen in mythen en legendes. Deze komen vooral in Europese, Canadese, en Indiaanse mythen voor. In Japan bestaat de kitsune, een vos. Het veranderen in een wolf wordt lycantropie genoemd.

### Zombies
Op de Caraïben kent men de zombie, een dode die tot leven wordt gewekt en allerlei kwaad aanricht.

### Sprookjes
In modernere sprookjes komen ook veel gedaanteverwisselingen voor, een kikker verandert bijvoorbeeld na een kus in een prins in De kikkerkoning. En een figuur als Assepoester verandert - tijdelijk - in een prachtig geklede vrouw, klaar voor het bal.
In het sprookje van Roodkapje maakt de wolf het meisje wijs dat hij in feite haar oma is. Roodkapje gelooft de wolf, en wordt noodlottig opgegeten.

### Moderne literatuur en film
Franz Kafka schreef Die Verwandlung, een boek over een persoon die in een kever verandert.
Meerdere keren werd het verhaal over een man die verandert in een vlieg verfilmd, bijvoorbeeld in The Fly uit 1986.
Transfiguratie is een schoolvak dat wordt gegeven op Zweinstein, de school waar Harry Potter les in magie krijgt. Het wordt gegeven door Minerva Anderling en draait om het veranderen van het uiterlijk van voorwerpen, dieren en mensen. Het schoolvak is bedacht door de schrijfster van de Harry Potter-reeks, J.K. Rowling.
In de films van Marvel Comics, het Marvel Cinematic Universe, kan het personage Loki van gedaante veranderen. Hij verandert in Captain America in Avengers: Endgame en Thor: The Dark World en in Odin in Thor: The Dark World en Thor: Ragnarok. Ook Sylvie Laufeydottir, de vrouwelijke Loki uit de televisieserie Loki, kan van gedaante veranderen.

### Beeldende kunst
Zoals de afbeeldingen op deze pagina laten zien, is er veel belangstelling voor de gedaanteverwisseling in de beeldende kunst. De grafisch kunstenaar M.C. Escher heeft drie werken gemaakt, getiteld Metamorphose I, II en III. In deze werken verandert de ene vorm via tussenvormen in een andere, bijvoorbeeld een rij vogels verandert in een rij vissen.
Ook een surrealistische kunstenaar zoals Salvador Dalí gebruikt veel gedaanteverwisselingen in zijn werk.

### Christendom
De gedaanteverandering van Jezus, ook transfiguratie genoemd, vond volgens het evangelie plaats op de Taborberg. Daar liet Jezus zien hoe hij eveneens is, door van gedaante te veranderen.